# Kevin Jørgensen
Kevin Jørgensen (ur. 20 lutego 1987) – duński futsalista, występujący na pozycji napastnika.

## Życiorys
Występował w Albertslund IF i Tårnby FF. W 2012 roku był zawodnikiem Missouri Comets, grającego w MISL. Jørgensen wystąpił w sześciu meczach tej drużyny. W 2013 roku podpisał kontrakt z JB Futsal Gentofte. Zdobył z klubem mistrzostwo kraju w latach 2015, 2016, 2018 i 2019.
Strzelił 48 goli w 65 meczach reprezentacji Danii. Wskutek konfliktu piłkarzy z DBU otrzymał ponadto powołanie na mecz reprezentacji piłkarskiej ze Słowacją. W spotkaniu tym jednak nie zagrał.